# Zbigniew Chlebowski
Zbigniew Chlebowski (né le 8 mars 1964 à Żarów) est un économiste et un homme politique polonais.

## Biographie
Diplômé de la faculté d'économie de l'université de Wrocław et de celle de l'université de Poznań, Zbigniew Chlebowski est également titulaire du Master of Business Administration.
Il est député pour la Plate-forme civique depuis 2001.